# Jaguar E-Type
Jaguar E-type je sportovní automobil britské automobilky Jaguar vyráběný od roku 1961 do roku 1975. Patří mezi nejslavnější modely značky a zároveň je mnohými odborníky považován za nejkrásnější automobil 20. století. Ve Spojených státech se prodával pod označením XK-E. Vyrobeno bylo celkem 72 507 vozů. Jeho předchůdcem byl model XK 150, nástupcem pak model XJ-S. Vůz byl úspěšným díky skvělým jízdním vlastnostem a vysokému výkonu, fantastickému vzhledu a značně nižší ceně než u srovnatelných sportovních vozů a vozů kategorie GT. S max. rychlostí až 240 km/h se stal v roce 1961 nejrychlejším britským sériově vyráběným vozem. Vyráběl se ve třech sériích vždy buď jako kupé s pevnou střechou (FHC) nebo otevřený roadster (OTS).

## Vývoj a uvedení

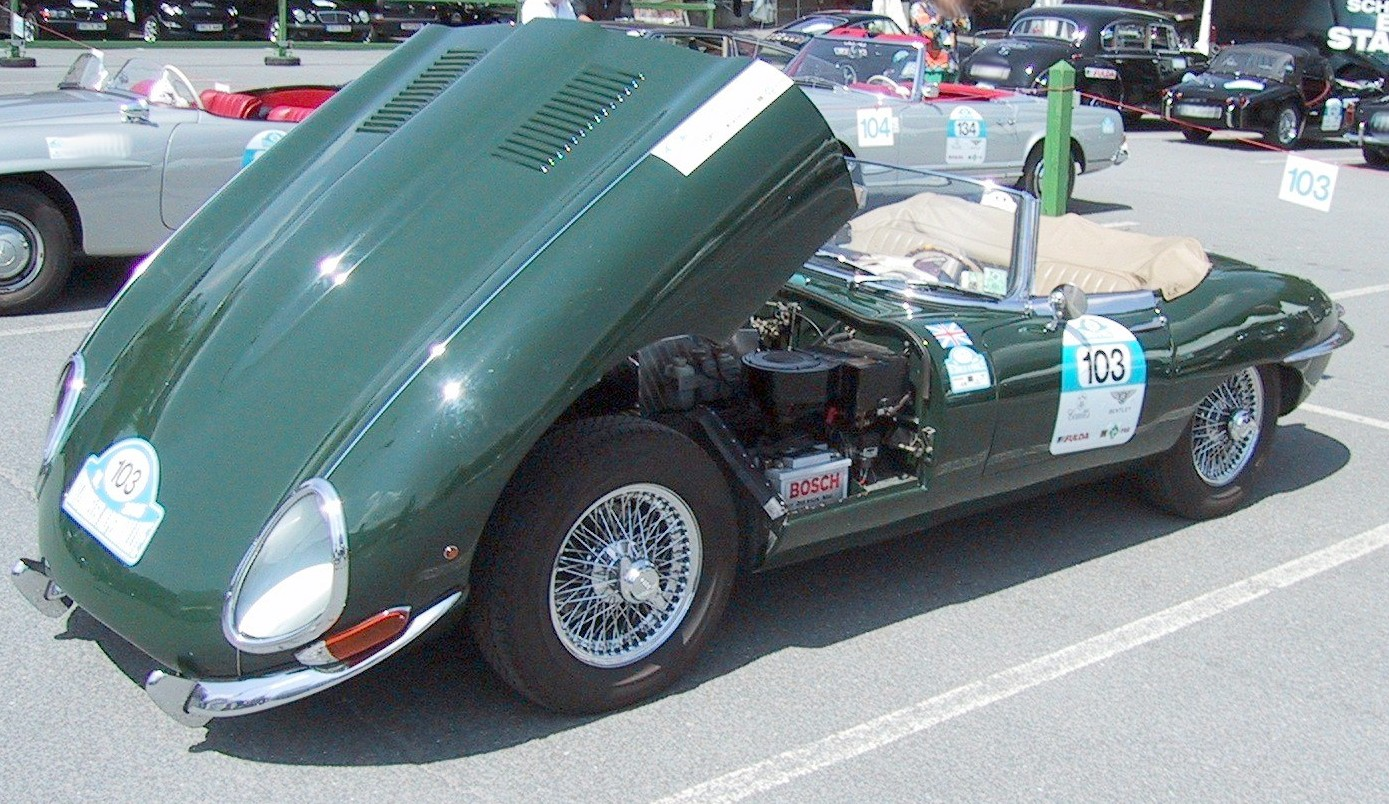
Jaguar E-type série 1

Historie Jaguaru E-type začala v roce 1958, kdy automobilka poprvé rozhodla o vývoji nového vozu na pomezí sportovního vozu a vozu typu GT, kde už nemohl soupeřit s konkurencí stárnoucí Jaguar XK 150. Téhož roku vznikl prototyp s označením E1A (oficiálně E-type 1 Aluminium). E1A vycházel ze závodního modelu D-type, ovšem obsahoval již pokročilejší skořepinovou konstrukci a především nové nezávislé zadní zavěšení kol. Poháněl jej 2,4litrový motor XK, který používal model Mark I. Prototyp E1A byl po splnění svého úkolu automobilkou oficiálně zničen. Vývoj pokračoval s prototypem E2A, který byl poprvé testován v roce 1959. Stále byl spjat s modelem D-type, ale obohacený o nová konstrukční řešení z E1A. Jaguar E2A byl již určen pro nasazení ve 24hodinovém závodě v Le Mans ročníku 1960. Oproti 15 cm kratšímu D-typu měl vůz pro závod vytvořeny nové vstupy vzduchu nad zadními koly. Podle pravidel musel být jeho 3,8litrový motor XK snížen na rovné tři litry, což se podepsalo na jeho životnosti. E2A Briggse Cunninghama ve 24hodinovém závodě Le Mans nedojel pro poruchu na vstřikování. Nicméně to bylo poprvé, kdy se nový závodní Jaguar představil veřejnosti. Po neúspěchu v Le Mans vůz dostal zpět 3,8litrový motor, s nímž nějaký čas závodil na tratích v USA. Od modelu E2A už bylo málo k sériové podobě Jaguaru E-type.
Typ E byl prvním Jaguarem s nezávislým zavěšením zadních kol, díky kterému vůz dobře držel stopu i ve vysokých rychlostech. Toto lichoběžníkové zavěšení, vyvinuté inženýrem Bobem Knightem, s označením IRS používalo příčná a podélná ramena s vinutými pružinami a stabilizátorem zaručující pevnost i úsporu hmotnosti. Přední část vozu je tvořena rámovou konstrukcí z pevnostních ocelových trubek a s pomocným rámem, zatímco zadní a střední část je tvořena ocelovou skořepinovou konstrukcí.
Jaguar E-type se veřejnosti poprvé oficiálně představil v březnu 1961 na autosalonu v Ženevě, kde byl vystaven vůz ve verzi kupé s 3,8litrovým motorem. Vůz se stal senzací díky aerodynamickému designu karoserie navrženou Malcolmem Sayerem, jenž měl zásluhu i na vzhledu závodního Jaguaru C-type a D-type. Právě vítězným typem D z Le Mans 1955, 1956 a 1957 se nejvíce inspiroval. Vzhled modelu E-type byl tak ohromující, že je jeden jeho exemplář vystaven v Muzeu moderního umění v New Yorku.

## Série 1 (1961–1968)

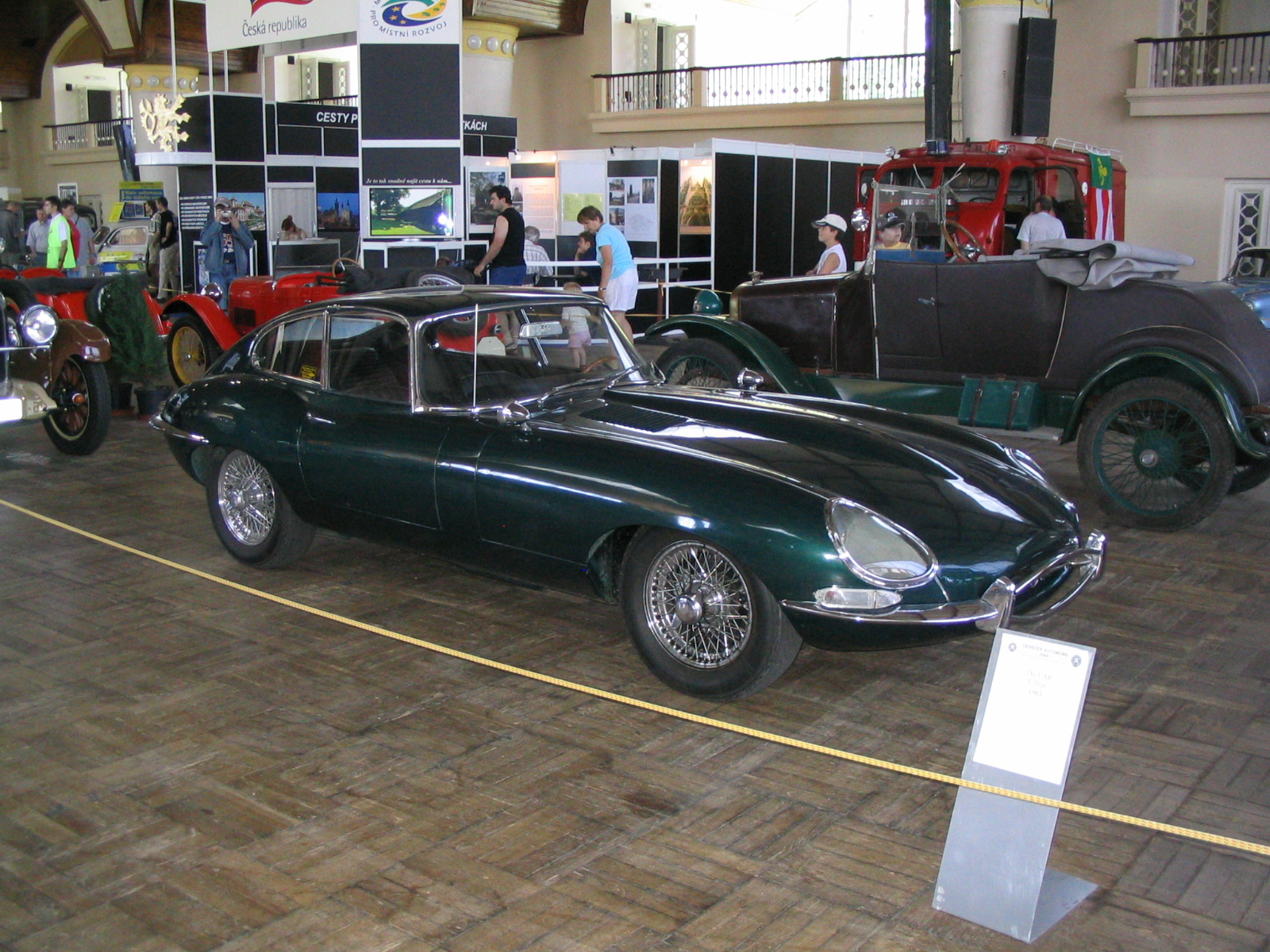
Jaguar E-type FHC 1. série

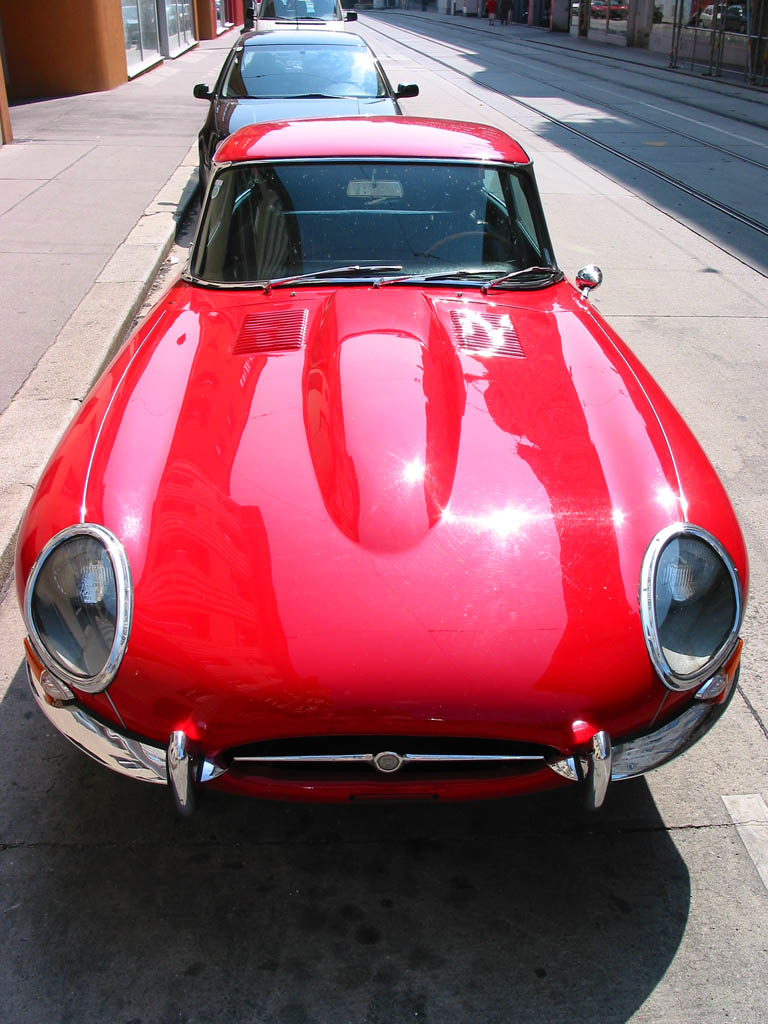
E-type série 1

Jaguar E-type série 1 se začal prodávat s šestiválcovým motorem XK o objemu 3781 cm3 známého z modelu XK 150S. Dával výkon 265 koní (197 kW) a točivý moment 378 Nm, což stačilo vozu k zrychlení z 0 na 100 km/h za 7,1 sekundy a dosažení max. rychlosti 240 km/h. Tak vysoké jízdní výkony nabízela konkurence za nesrovnatelně vyšší peníze. Při uvedení na trh vůz stál o polovinu méně než srovnatelný vůz značky Ferrari a o třetinu méně než jeho největší konkurent Aston Martin DB4. Není proto divu, že byla od začátku výroby po modelu velká poptávka. Každý vyrobený exemplář putoval ihned ke svému majiteli přes pořadník. Tak na vozidlo čekaly hvězdy pop-music, závodníci, příslušníci šlechty nebo úspěšní fotbalisté.
Od počátku se vůz nabízel v provedeních kupé FHC (Fixed Head Coupé) nebo levnější roadster OTS (Open Two Seater). Zvláštním provedením byl E-type s označením flatfloor-roadster, který se prodával pouze do června 1962 a byl kritizován za omezený prostor v interiéru. Rychle proto přišla změna v podobě nově vytvarované příčné výztuhy karoserie, díky čemuž bylo možno sedadlo posunout více dozadu. Tyto vozy charakterizují na první pohled vnější kliky krytu motoru, jež byly při úpravě v roce 1962 přemístěny dovnitř. Flatfloor-roadsterů bylo vyrobeno pouze okolo pěti set exemplářů a jsou proto v současnosti vysoce ceněny. E-type se prodával s manuální čtyřstupňovou převodovkou Moss s nesynchronizovaným prvním rychlostním stupněm, která provázela vozy Jaguar od 30. let, kotoučovými brzdami na všech kolech a úzkými diagonálními pneumatikami. Interiér byl na sportovní vůz spíše luxusní, např. přístrojová deska byla z hliníku a obsahovala i startovací tlačítko.
V roce 1964 vůz dostal nový silnější šestiválcový motor XK o objemu 4235 cm3, který zvýšil především kroutící moment. K tomu se přidala i zlepšená převodovka s brzdami a vylepšená sedadla a prvky vnitřní výbavy. Technický pokrok při zachování stylistické čistoty designu má za následek, že je provedení se 4,2litrovým motorem považováno za nejlepší verzi Jaguaru E-type.
V roce 1966 se začala nabízet prostornější varianta 2+2 se zvýšenou střechou, která nabízela dvě nouzové sedačky navíc. Kvůli tomu byl prodloužen rozvor o 23 cm a hmotnost vzrostla o cca 100 kg, což mělo za následek zhoršení jízdních vlastností. V téže době se pro americký trh začíná prodávat automatická převodovka Borg-Warner. Vozů E-type série 1 se prodalo celkem 38 419 kusů.

## Série 2 (1968–1971)

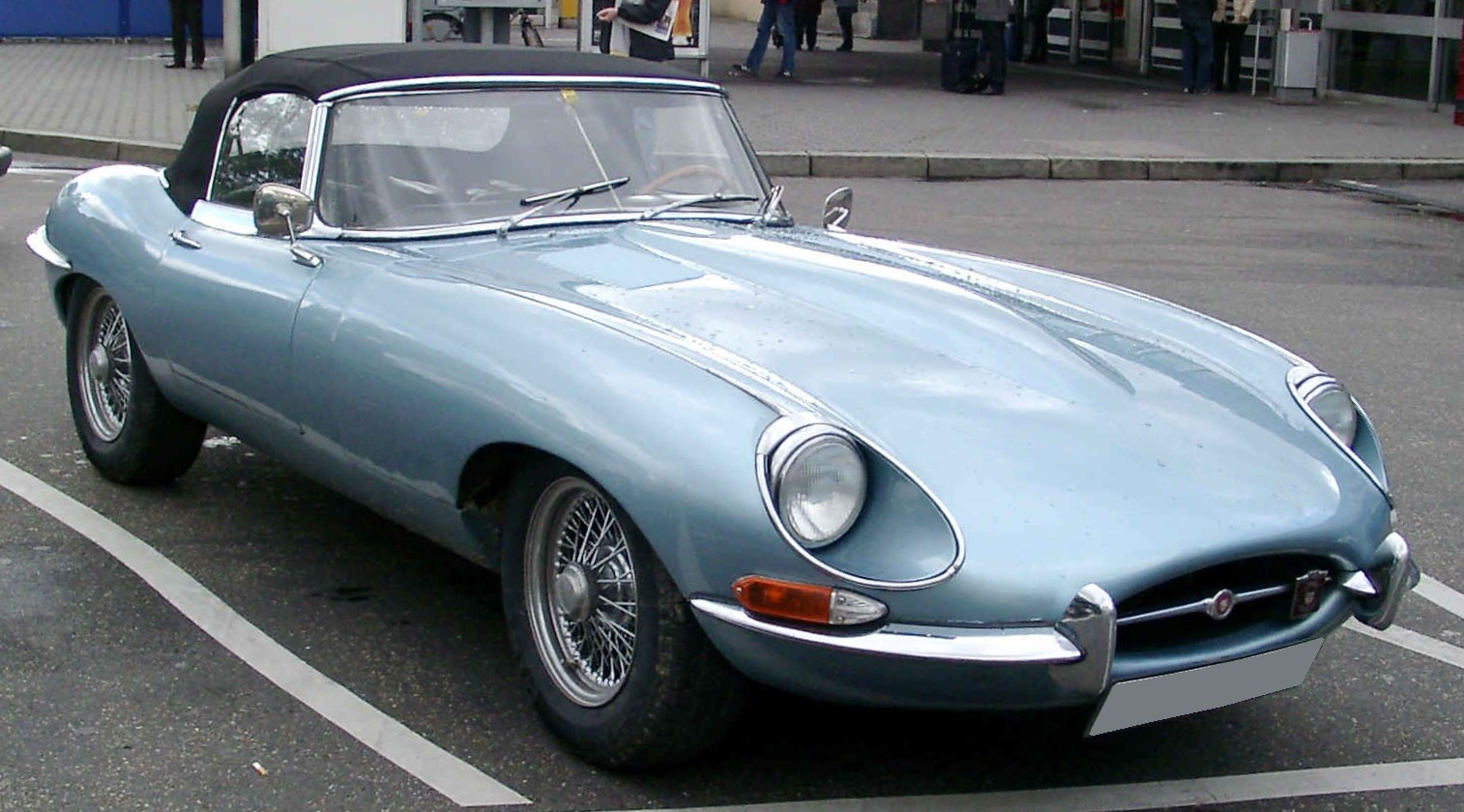
E-type série 2 OTS

Série 2 přišla jako reakce na americké bezpečnostní předpisy, které zasáhly vzhled i výkon vozu. Největší změnou byly nově nekryté přední světlomety, jež nahradily světlomety kryté organickým sklem u první série. Dále byly zvednuty nárazníky a došlo k většímu seskupení světel pod jejich úrovní. Změnami prošel také interiér, kde došlo k mírnému přepracování palubní desky a hliníkový středový panel byl nahrazen černým vinylovým. V roce 1969 byly změněny směrové ukazatele a přibyly opěrky hlav u předních sedadel. Byly také zlepšeny brzdy, posilovač řízení a byla nabízena i klimatizace. Některé z těchto změn přišly již v roce 1967, jako např. nastavitelné opěrky sedadel, nové bezpečnostní pásy nebo nekryté světlomety. Tento plynulý přechod mezi sérií 1 a 2 je odborníky označován jako série 1 ½.

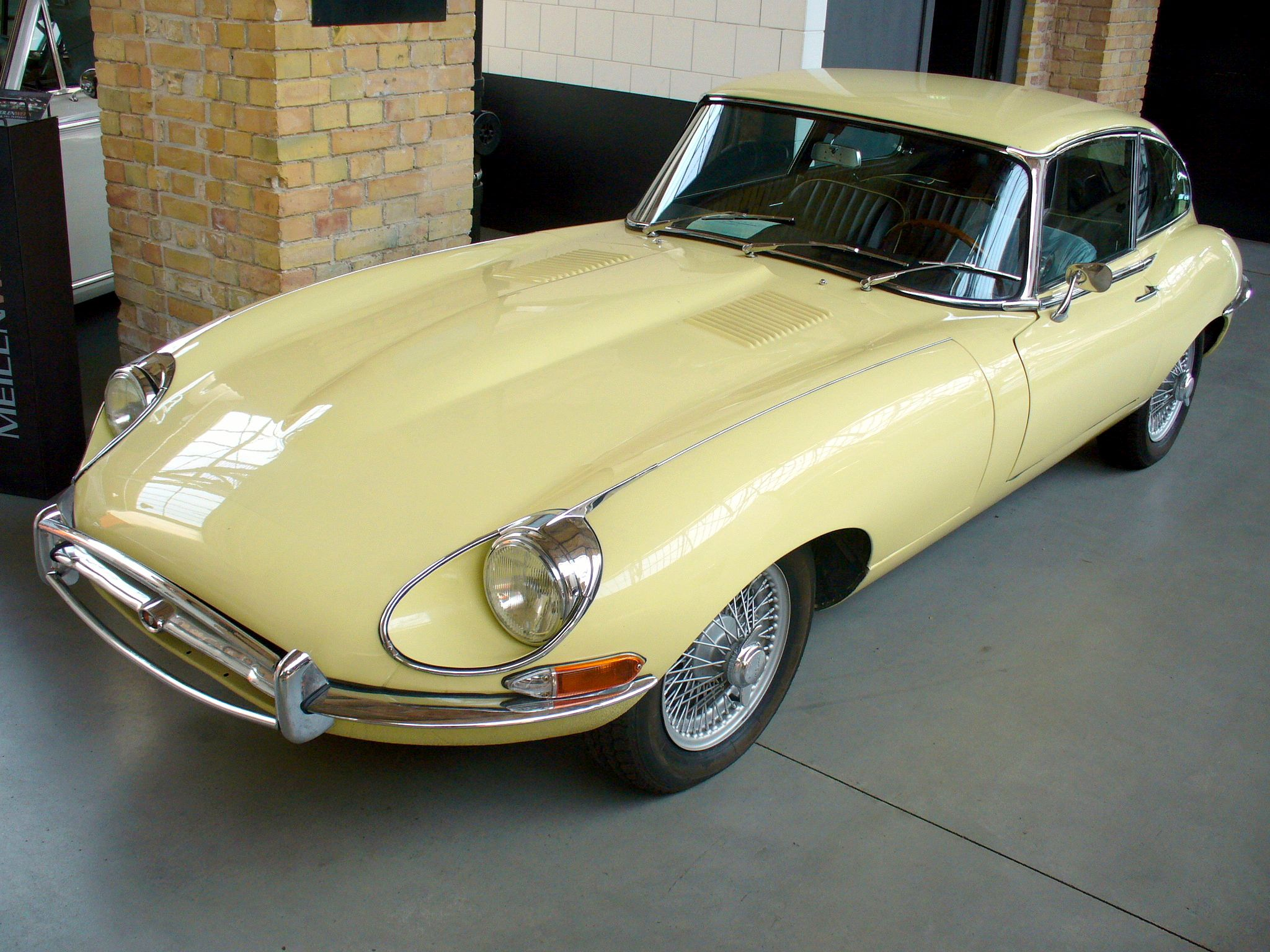
E-type série 2 FHC

Změnám se nevyhnul ani motor, jehož výkon i točivý moment byl omezen americkými emisními normami. Výkon klesl z 265 na 245 koní a točivý moment klesl o 20 Nm. Trojité karburátory SU HD8 byly u americké verze nahrazeny pouze dvojitými karburátory Zenith-Stromberg. Vozů E-type série 2 se celkově prodalo 18 809 exemplářů, přičemž vozů v provedení FHC 4855 a v provedení OTS 8628, což je téměř dvakrát tolik oproti sérii 1, kde byl poměr kupé a roadsterů celkově vyrovnaný.

## Série 3 (1971–1975)

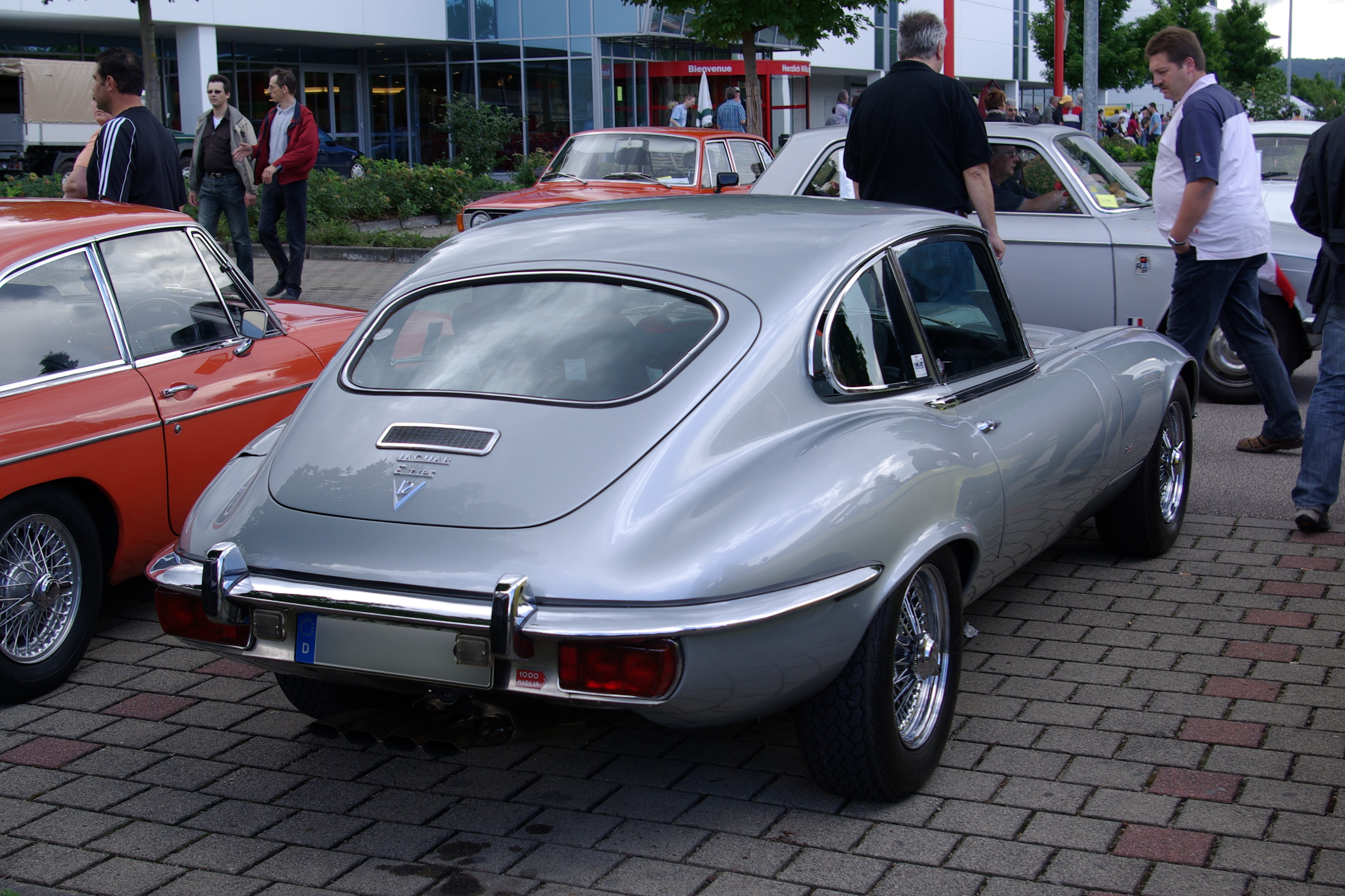
E-type série 3 FHC

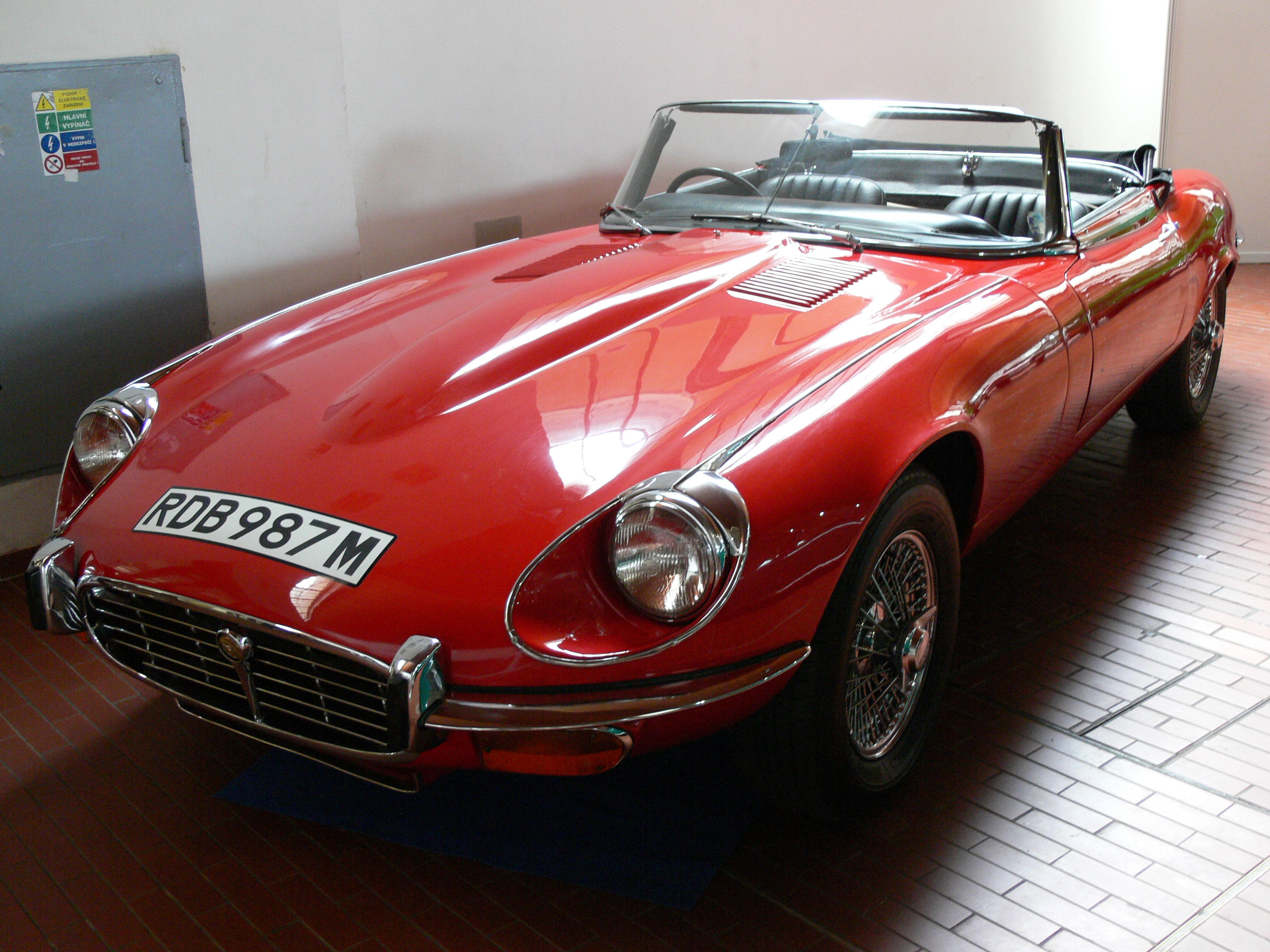
E-type roadster 3. série OTS

Nový 5,3litrový dvanáctiválcový motor byl představen společně s upraveným brzdovým systémem a posilovačem řízení, který se stal součástí standardní výbavy. Krátky rozvor předchozích verzí byl nahrazen prodlouženým rozvorem pro kabriolet i kupé. Vůz díky tomu značně povyrostl a nabízel oproti sérii 1 a 2 výrazně více vnitřního prostoru ve všech směrech. Série 3 je snadno identifikovatelná díky velké přední masce, rozšířeným podběhům kol a znaku V12 na zadní kapotě. Agregát V12 byl původně určen pro pohon nového závodního vozu určeného pro Le Mans. Vznikl spojením dvou šestiválcových motorů XK jednou klikovou hřídelí a splňoval tehdejší pravidlo dovolující start vozům s objemem do pěti litrů. Prototyp XJ 13, navržený Malcolmem Sayerem, byl poprvé testován v roce 1967 a na testovací dráze dosáhl průměrné rychlosti přes 260 km/h. Před nasazením do sériové výroby prošel motor změnou v podobě převrtání válců a odstraněním jedné vačkové hřídele z každé hlavy válců. Finální motor nabízel výkon 272 koní (203 kW), masivní kroutící moment a zrychlení z 0 na 100 km/h za méně než 7 sekund. Tento agregát o objemu 5343 cm³ osazený čtyřmi karburátory Zenith, se také pyšnil celou řadou zajímavých řešení. Úhel rozevření válců činil 60°, hlava motoru i celý blok byl vyroben ze slitiny hliníku, což snížilo hmotnost motoru pod úroveň původního šestiválce. Díky těmto změnám se série 3 dostala výkonnostně za úroveň původní první série. Společně s 5,3litrovým dvanáctiválcovým motorem byl v prvních chvílích života třetí série nabízen také původní 4,2litrový šestiválcový motor, nebyl však o něj zájem, a proto vzniklo pouze několik exemplářů.
Dvousedadlové kupé z výrobního programu vymizelo, nyní se prodávalo pouze kupé 2+2 a i roadster vznikal výhradně na prodloužené platformě modelu 2+2. V sérii 3 prošel E-type dalšími designovými změnami. Nálevkovitě tvarované blatníky, seskupení čtveřice výfuků a především nasazení chromované masky chladiče na dříve volný prostor byly sice vnímány puristy jako kontroverzní, modelu však tyto změny dodaly modernější vzhled a novou jiskru. Součástí příplatkové výbavy byla možnost automatické převodovky u všech verzí, klimatizace či odvětrávaných brzdových kotoučů. Podle dobových statistik putovalo 87 % vyrobených vozů E-Type 3. série na zahraniční trhy, zbývající směřovaly na domácí trh. V roce 1975 nahradil E-type model XJ-S.

### Varianty vozu
Pro nasazení do závodů bylo nutné udělat na sériovém voze značné úpravy, aby mohl vůz lépe bojovat především s italskou konkurencí. Za tímto účelem vzniklo v letech 1963 a 1964 12 exemplářů modelu Lightweight. Od standardního vozu se Lightweight v první řadě odlišoval nižší hmotností, které bylo dosaženo použitím celohliníkové karoserie. Váha vozu tak nepřesáhla jednu tunu. Další úpravou prošel motor, který nyní dával výkon přes 300 koní. Pro odlišení od normálního vozu E-type bylo přidáno před čísla podvozku písmeno S. Interiér byl zredukován, byly posíleny brzdy a úzké diagonální pneumatiky byly nahrazeny širšími. Pro zlepšení aerodynamiky upravil Malcolm Sayer splývavou záď vozu s názvem hard-top. Takto upravený vůz soutěžil např. v Le Mans nebo Oulton Parku, kde ovšem nikdy nedosáhl výraznějších úspěchů. Jinou závodní variantou byl model Low Drag Coupé z roku 1962, který existoval v jediném exempláři.

## Závodní historie

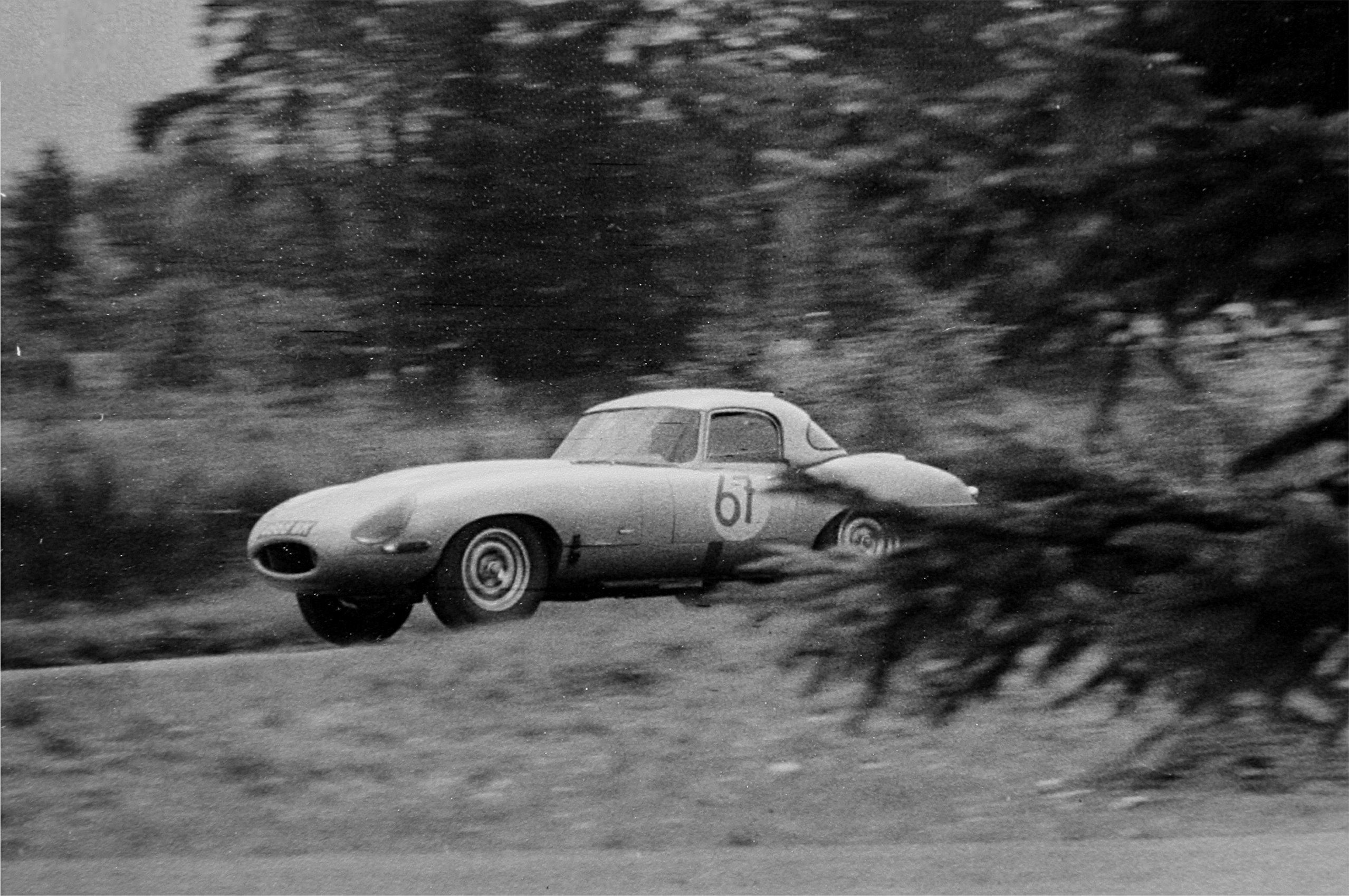
závodní E-type při 1000 km Nürburgringu

Mezi jeden z nejvýznamnějších úspěchů se dá považovat vítězství Grahama Hilla v Oulton Parku v roce 1961. Druhý nasazený vůz dojel po problémech s brzdami na třetím místě. Na mezinárodní scéně se E-type poprvé představil v belgickém Spa, kde ovšem nedokázal porazit konkurenční vozy Ferrari. Typ E byl vedením automobilky určen především k vítězství v 24hodinovém závodě Le Mans, kde ovšem nikdy nezvítězil. V ročníku 1962 se umístil Briggs Cunningham a Roy Salvadori na čtvrtém místě následováni duem Sargent/Lumsden s odlehčeným modelem Lightweight na místě pátém. O rok později se umístil vůz Briggse Cunninghama na devátém místě. Neúspěch v Le Mans završil rok 1964, kdy odpadly oba upravené a odlehčené vozy E-type a ty tak byly na dlouhou dobu posledními Jaguary, které v Le Mans startovaly. Vůz byl úspěšný např. v americkém šampionátu SCCA skupiny B s motorem V12, pilotovaný Bobem Tulliusem. Následovaly dobrá umístění v Nürburgringu, v Brands Hatch nebo v Silverstone. Celkově však vždy zaostával především za vozy Ferrari, a tak E-type nikdy nenavázal na úspěchy vozů C-type a D-type v padesátých letech.

## Technické údaje
| Model                | 3,8 l    | 4,2 l    | 4,2 l série 2 | 5,3 l    |
| -------------------- | -------- | -------- | ------------- | -------- |
| Uspořádání válců     | R6       | R6       | R6            | V12      |
| Objem (cm³)          | 3781     | 4235     | 4235          | 5343     |
| Výkon (kW)           | 197      | 197      | 182           | 203      |
| Kroutící moment (Nm) | 353      | 384      | 364           | 412      |
| Nejvyšší rychlost    | 240 km/h | 240 km/h | 235 km/h      | 240 km/h |
| Zrychlení 0–100 km/h | 7,1 s    | 7,1 s    | 7,2 s         | 6,8 s    |

| Celková produkce (ks) | Série 1 | Série 2 | Série 3 |
| --------------------- | ------- | ------- | ------- |
| E-type                | 38419   | 18809   | 15287   |